# Котельна сталь
Коте́льна ста́ль (англ. boiler steel) — конструкційна сталь для деталей котельного устаткування, що працює при підвищених температурах (до 650 °С), в контакті з водяним і паровим середовищами.

## Вимоги до властивостей
Від котельної сталі вимагається:
- задовільна характеристика жаротривкості, що включає опір повзучості та характеристики тривалої міцності;
- величина пластичності в умовах тривалого навантаження;
- стійкість проти утворення окалини, водяної і парової корозії та ін.;
- стабільність властивостей за даної температури;
- релаксаційну стійкість за даної температури (для кріпильних деталей);
- стійкість при повторних навантаженнях; малу схильності до старіння, графітизації і сфероїдизації.

При виборі марок котельної сталі зазвичай враховують умови, за яких повинні працювати відповідні деталі: температуру, напруження, термін служби і допустиму деформацію за цей термін.

## Види та використання
Залежно від умов експлуатації як котельна використовуються вуглецеві сталі (15К, 16К, 18К, 20К, 22К), низьколеговані сталі (09Г2С, 16ГС, 10Г2С1; 17ГС, 17Г1С, 14ХГС), леговані сталі перлітного й аустенітного класів (12ХМ, 10Х2М, 12Х1МФ). Введення молібдену в невеликій кількості в сталі перлітного класу збільшує температуру рекристалізації фериту і тим самим підвищує жароміцність. Трохи слабшу дію має хром. Присадка ванадію подрібнює зерно, а також підвищує жароміцність.
Склад та характеристики листової котельної сталі для
- елементів парових котлів регламентується стандартами ГОСТ 5520-79[1], ДСТУ 2651:2005[2], ДСТУ 7809:2015[3]
- труб у котлобудуванні регламентується ГОСТ 8731-87[4],

Маловуглецева і низьколегована сталі поставляються в гарячекатаному стані, термообробка проводиться на вимогу замовника. Звичайний режим термічної обробки для сталей перлітного класу — загартування в оливі або нормалізація з подальшим відпуском (в обох випадках) при температурі 720…750°С.
Застосування конструкційної вуглецевої котельної сталі:
- Сталь 15К застосовується для виготовлення фланців, днищ, суцільнокованих і зварних барабанів парових котлів, корпусів апаратів та інших деталей котлобудування й посудин, що працюють під тиском за температури до +450 °С.
- Сталі 16К, 18К застосовуються для виготовлення деталей та елементів котлів, посудин, що працюють під тиском за кімнатної, підвищеної й пониженої температур.
- Сталь 20К Застосовується для виготовлення фланців, днищ, суцільнокованих і зварних барабанів парових котлів; півмуфт, корпусів апаратів та інших деталей котлобудування й посудин, що працюють під тиском і за температур до +450 °С; як основний шар при виготовленні гарячекатаних двошарових корозієстійких листів.